# Plexippoides regiusoides
Plexippoides regiusoides là một loài nhện trong họ Salticidae.
Loài này thuộc chi Plexippoides. Plexippoides regiusoides được Peng & Li miêu tả năm 2008.